# Agnaptos
Agnaptos (en llatí Agnaptus, en grec antic Ἀγνάπτος) fou un arquitecte grec que menciona Pausànies, i diu que va construir una estoa a l'Altis d'Olímpia conegut com a Pòrtic d'Agnaptos. No se sap en quina època va viure.